# Macarena Tondreau
Pour les articles homonymes, voir Tondreau.
Macarena Tondreau Casanova (Santiago; Chili, 17 octobre 1975), est une actrice et animatrice de télévision chilienne.

## Filmographie

### Télévision
| Année       | Programme            | Rôle          | Chaîne         |
| ----------- | -------------------- | ------------- | -------------- |
| 1997 - 1998 | Sol y Luna           | Animatrice    | UCV TV         |
| 2003        | Rojo Fama Contrafama | Participant   | TVN            |
| 2006        | Amango               | Actrice       | Canal 13       |
| 2007        | Call TV              | Animatrice    | Red Televisión |
| 2007        | Así somos            | Paneliste     | Red Televisión |
| 2008        | S.Q.P.               | Commentatrice | Chilevisión    |
| 2008 - 2009 | Mira Quién Habla     | Commentatrice | Mega           |
| 2009 -2014  | Buenos días a todos  | Commentatrice | TVN            |
| 2010        | Pelotón IV           | Animatrice    | TVN            |
| 2010        | Abre los Ojos        | Animatrice    | TVN            |
| 2011        | La dieta del lagarto | Juge          | TVN            |
| Depuis 2017 | Muy buenos días      | Panéliste     | TVN            |